# Hexocycnidolon
Hexocycnidolon is een kevergeslacht uit de familie van de boktorren (Cerambycidae). De wetenschappelijke naam van het geslacht werd voor het eerst geldig gepubliceerd in 1960 door Martins.

## Soorten
Hexocycnidolon is monotypisch en omvat slechts de volgende soort:
- Hexocycnidolon unoculum (Bates, 1870)